# Arrondissement Bagnères-de-Bigorre
Arrondissement Bagnères-de-Bigorre (fr. Arrondissement de Bagnères-de-Bigorre) je správní územní jednotka ležící v departementu Hautes-Pyrénées a regionu Midi-Pyrénées ve Francii. Člení se dále na devět kantonů a 164 obce.

## Kantony
- Arreau
- Bagnères-de-Bigorre
- Bordères-Louron
- Campan
- La Barthe-de-Neste
- Lannemezan
- Mauléon-Barousse
- Saint-Laurent-de-Neste
- Vielle-Aure